# Famille van den Steen
La famille de Gand-Vilain dit van den Steen est une famille de la noblesse belge dont les origines connues remontent au XIIe siècle. Elle s'est partagée en deux branches principales au XVIe siècle : l'une hollandaise, l'autre liégeoise.

## Histoire

### Origines brabançonnes
Les plus anciens représentants connus des van den Steen sont rapportés dans les matricules des chevaliers brabançons dressés l'an 1406. On connait ainsi, pour la période médiévale, les représentants suivants.
- Godefroid van den Steen, se distingua en 1356 durant la guerre que le duc Venceslas Ier de Luxembourg soutint contre le Louis de Male.
- Arnold van den Steen, chevalier brabançon, qui s'illustra à la bataille de Worringen (1288) et dont les exploits sont rapportés dans la chronique de Jean van Héelu.
- Léon van den Steen, se croisa en mai 1147, lors de la deuxième croisade.
- Bastien (ou Sébastien) van den Steen, qui s’engagea en 1214, durant la cinquième croisade

### XVIesiècle: les Gand-Vilain, ditvan den Steen
Au début du XVIe siècle les van den Steen ne sont plus représentés que par Jérôme – dont le nom et les armes sont mentionnés dans les listes des chevaliers de Flandre, dressées par les hérauts d'armes de Charles-Quint - et son enfant unique, sa fille Zoete, ultime héritière du nom et des armes de sa maison et des grandes possessions que les Vanden Steen possédaient en Zélande, dans le comté de Flandre et le Duché de Brabant[réf. nécessaire].
En 1509, Jérôme donne sa fille en mariage Colard II de Gand-Vilain, riche héritier issu des comtés de Flandre et de Brabant, co-seigneur et comte de Lombeek, vicomte de Leeuw et Denderleeuw, seigneur de Liedekerke.
De ce mariage naquit un fils unique, Jérôme de Gand-Vilain, héritier de l'ensemble des titres et domaines de ses deux parents. Pour préserver le patronyme et la lignée des van den Steen, il prend l’habitude de joindre le nom de sa mère à celui hérité de son père et fait officiellement charger les armes des Gand-Vilain des trois maillets de sable posés sur le chef d'argent qui meublaient les armoiries de ses ancêtres maternels. Jérôme de Gand-Vilain dit van den Steen, impose finalement le patronyme de sa mère, qui sera officiellement porté par ses descendants.

### XVIIesiècle: ramification
La seconde moitié du XVIe siècle est une période trouble de l'histoire du Duché de Brabant et Bruxelles en particulier, entre les conflits religieux, l'autoritarisme de Philippe II et l'indépendance des Provinces Unies en 1581. Ces mouvements politiques et ces révoltent participent sans doute à la naissance de deux branches distinctes de van den Steen.
Dès 1550, Amand Nicolas van den Steen s'éloigne des troubles de la capitale et s'établit en Principauté de Liège.
Son neveu, Herman, naît à Bruxelles vers 1555 ; il y épouse Catharina Vlas en 1580 ; leur fils Jacob naît encore à Bruxelles, mais la famille émigra ensuite vers les Provinces Unies.
Les van den Steen sont ainsi soustraits au régime espagnol et prospèreront dans deux pays étrangers.
Aperçu généalogique
- Godefroid van den Steen
  - Bastin vdS[4]
    - François vdS.
      - Jérôme vdS. Il épousa N. de Gruutere, issue d'une ancienne maison du comté de Flandre.
        -  Zoete vdS. Elle épouse Colard II de Gand-Vilain[5] en 1509.
          - Jérôme de Gand-Vilain, dit van den Steen. Épouse Maria de Flandre, dit 's Graff.
            - Érasme ou Rasse vdS. Il épousa Marie van Eechaute, vicomtesse de Roulers, des châtelaines et seigneurs de Courtrai, Somerghem, Waneghem, Bulbier et Gauwe.
              - Corneille vdS († 1574). Épouse Lijsebeth (Catherina ?) van der Elst.
                - Herman (° v. 1555-1606), épouse Catharina Vlas à Bruxelles en 1580.
                  - Jacob vdS (Bruxelles vers 1591 - Buren (Gueldre), 1630) → branche hollandaise.

              - Amand Nicolas vdS épousa Josenna de Deckers (ou Josépine 's Dekers) et s'établit en Principauté de Liège vers 1550. → branche liégeoise.

### Branche hollandaise
Herman se rallie à Guillaume Ier d'Orange-Nassau, qui devint son protecteur, le nomma gouverneur de diverses forteresses et le créa trésorier général du comté de Zélande. Herman fut trésorier et receveur du domaine de la ville d'IJsselstein. Ses descendants ont occupé différentes fonctions officielles à Tiel, Zaltbommel et au niveau provincial.
Jacob (Buren, 1616 - Tiel, 26 janvier 1683), son petit-fils, docteur en droit, fut conseiller, puis, en 1646, bourgmestre de Tiel, député ordinaire aux États généraux, et curateur de la haute école et Académie d'Harderwijk. Il se marie en 1664 à Bommel avec Anna de Bye (Zaltbommel, 31 août 1636 - id., † 26 septembre 1713), dame de Wayesteyn (ici ?) et Ommeren - cadette d'Arent de Bye, seigneur de Wayesteyn, lui-même bourgmestre de Zaltbommel, député aux États généraux et curateur de l'Académie d'Harderwijk - et apporte ainsi les domaines et titres de Waijenstein et Ommeren dans le patrimoine des van den Steen.
La famille possédait par ailleurs les domaines d'Erlecom et de Gendt.
Génalogie simplifiée de la branche hollandaise
- Herman van den Steen (v. 1555-1606). Épouse Catharina Vlas en 1580 à Bruxelles.
  - Jacob vdS (Bruxelles, 4 mars 1591 - Buren, vers 1630)[9], intendant du comte de Buren. Épouse Lucretia Crayvanger (1593 - enterrée à Buren le 10 juillet 1637).
    - Adriana vdS (x Willem De Haas - dont descendance), Maria (x Gerrit Van Ewyck - dont descendance), Herman († 1627)
    - Catharina vdS (1620-1680), épouse Willem Perponcher (1615-1676)[10], écuyer du seigneur de Maison neuve, major d'infanterie, commandeur d'Aardenburg. Un fils, Isaacq.
    - Hendrik vdS, lieutenant d'infanterie, mort à la guerre contre l'Espagne dans les années 1680. x Cunigunda Van Hem.
      - Jacob vdS, capitaine d'infanterie en 1672.

    - Jacob vdS (Buren, 1616 - Tiel, 1683). Épouse Anna de Bye (1636 - † 26 septembre 1713), dame de Wayesteyn et Ommeren en 1664.
      - Lucretia W. vdS (Tiel, 1665). Épouse Bernard Massing. Un fils, Jacob, docteur en droit, conseiller et vieux président à Bosch, mort sans descendance en 1751.
      - Margaretha vdS (° 1666). Épouse Andreas Van dam, docteur en droit, fiscaliste. Deux enfants.
      - Jacob vdS († 1694), non marié.
      - Anna Clara vds (° 1671). Épouse en 1690 Isaac Perponcher, major d'infanterie, fils de Willem (1615-1676) et Catherina vdS (1620-1680), ci-dessus.
      - Arend Hendrik vdS (Tiel, 14 mars 1668 - id., 1723), seigneur de Wayesteyn et Ommeren, licencié en droit, bourgmestre de Tiel (1694). Épouse en 1694 Gertrui Cornelia Verbolt (1676-1718), fille de François, bourgmestre de Nimègue. Vingt enfants, dont douze morts mineurs.
        - Frederik Hendrik vdS (Tiel, 18 avril 1717 - Bergen-op-Zoom, 6 avril 1760), capitaine du Reg. Praetorius. Épouse le 6 oct. 1746 à Leyde Anne Madelaine de Dompierre de Jonquières (La Haye, 1717 - Nimègue, 25 mars 1779).
          - Gertrude Françoise vdS (Deventer, 11 novembre 1755 – Tiel, 6 mai 1812). Épouse son cousin Jacob Diederik van den Steen (1751-1823) ci-après.

        - Arnoldine Margaretha (1702-1782).
        - Jacob Nicolaas vdS (1695-1777), bourgmestre de Tiel, conseiller et trésorier de la province de Geldre[11]. Épouse Maria Francesca van Eck van Panthaleon (1703-1778) en 1720.
          - Cornelia Maria vdS (1720-1798)[12]
          - Frans Willem, baron vdS (1735-1797). Épouse Sara Magdalena van Eck (1741-1780) en 1764 puis Nalida Suzanne Brantsen (1736-1824) en 1782.
            - Johan Theodore vdS (1773-1795). Sans doute sans descendance.

          - Diederik Gerard vdS (1724-1797)[13], bourgmestre de Zaltbommel et administrateur ((nl) bewindvoerder) de la Compagnie néerlandaise des Indes orientales. Il épouse Johanna Maria Cock (1729-1770) en 1748.
            - Maria Jacoba (1750-1830)[14], Petronella Hendrica (1754-1786)[15], Adriana Maria (1759-1791)[16], Cornelia Glaudina (1762-1788)[17], Antoinette (1764-1818)[18], Barbara Johanna (1770-1814)[19].Arend François van den Steen (1766-1842), bourgmestre de Nimègue de 1816 tot 1830.
            - Arend François vdS (Zaltbommel, 4 janvier 1766 - Nimègue, 28 janvier 1842), ci-contre, seigneur d'Erlecom et Gendt, bourgmestre de Nimègue de 1816 à 1830[20]. Épouse Cornelia Maria Agatha Hulft (1768-1862).
              - Maria Johanna vdS (1794-1869). Épouse Carel Hendrik Phaff (1792-1870).

            - Jacob Diederik vdS (1751-1823), bourgmestre de Tiel, membre de l'Assemblée des notables. Épouse sa cousine Gertrude Françoise van den Steen (voir ci-dessus) le 1er novembre 1779 à Neerbosch (Nimègue)[21].
              - Diederik Jacob Arend vdS van Ommeren (1780-1811), landschrijver[Quoi ?]. Épouse Anna Gertrui Herbig (1788-1765) en 1810.
                - Diederik Jacob Arend Gerard François vdS van Ommeren (1811-1847).
                  - Arend François Louis Gerard Henri  vdS van Ommeren (1842-1920), bourgmestre de Krommenie en Nijkerk
                    - Leonard Cornelis vdS van Ommeren (1884-1937), bourgmestre de Hellendoorn.

### Branche liégeoise

#### Origines
Amand Nicolas van den Steen se retire en Principauté de Liège vers 1550, avec son épouse Josenna de Deckers et leur fils Amand et s'installe dans l'hôtel qui restera dans la famille jusqu'à la fin du XIXe siècle, Mont Saint-Martin.
- Amand Nicolas vdS (° v. 1550). Il épousa Josenna de Deckers (ou Josépine 's Dekers) et s'établit en Principauté de Liège.
  - Amand vdS († 1629, inhumé avec son épouse à Saint-Servais à Liège). x 1580 (Maaseik), Elisabeth d'Eertwecht († 2 mars 1629).
    - Suzanne, dame de Hame le Roule. Voir son testament évoqué ci-dessous.
    - Élisabeth vdS († 1639 ; inhumée au cloître de Zinnich), chanoinesse à l'abbaye noble de Zinnich, de l'ordre de Saint-Augustin, dans le Limbourg belge.
    - Jean Amand, voir ci-après.

#### Fratrie d'ecclésiastiques
Jean Amand van den Steen fut plusieurs fois député au tribunal des XXII à Liège et, en tant que chevalier, participa à la libération de Huy, assiégée par les Hollandais le 7 février 1595.
Il épousa Jeanne de Campo de Urso, morte de la peste le 16 mars 1629. Le couple aura huit enfants, dont cinq embrasseront une carrière ecclésiastique à Maastricht, Aix-la-Chapelle ou Tongres. Ces vocations ne sont sans doute pas étrangères au testament de leur tante Suzanne du 28 juillet 1624, qui instituait des bourses en faveur de ceux de ses neveux qui entreraient en religion ou embrasseraient l'état ecclésiastique. C'était, sans doute, une stratégie familiale visant à éviter le partage du patrimoine de van den Steen entre les nombreux héritiers de Jean Amand.

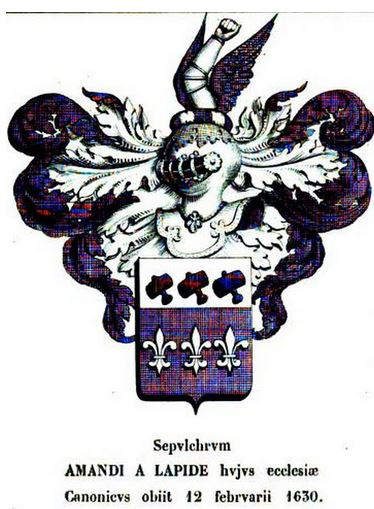
Épitaphe d'Amand van de Steen, à la collégiale Notre-Dame de Tongres (1630)

- Jean Amand († 4 janvier 1604). Il épousa Giovanna des Ursins A Campo († 16 mars 1629).
  - Jean († 8 avril 1663, inhumé dans le chœur des chanoines à Aix-la-Chapelle). Chanoine du chapitre impérial et royal du Dôme à Aix-la-Chapelle, prêtre cardinal du même chapitre en 1659, il assista à la prise de possession du premier canonicat de cette église par l'empereur Léopold I et signa l'acte de prestation de serment par lequel l'empereur jura de défendre les droits de l'Église.
  - Hubert († 1640), chanoine du chapitre impérial de Saint-Servais à Maastricht et inhumé sous le portail de droite de la basilique, près de son grand-oncle Gilles van den Steen qui, en 1488, se trouva à la grande procession de la châsse de Saint Servais et dont l'épitaphe est encore très lisible aujourd'hui.
  - Françoise († 11 juillet 1661) x Hubert de Fraiture et du Saint Empire Romain, chevalier. Dont une fille, Marie, qui épousa Jean de Savary d'Oumale.
  - Gilles († 20 mai 1662), chanoine du Dôme à Aix-la-Chapelle en 1656.
  - Amand vdS, dit a Lapide[23], († Tongres, 12 février 1630) - dont épitaphe ci-contre. Seigneur de plusieurs fiefs nobles de la vicomte de Denderleeuw augmenta à ce sujet ses armes des trois fleurs de lys d'argent qui sont les armoiries de la vicomté de Leeuw et du comté de Lombeek. Suivant un usage répandu aux Pays-Bas aux XVIe et XVIIe siècles il latinisa son nom de van den Steen en celui de A Lapide. Il réfusa une prébande au grand chapitre des Tréfonciers à la cathédrale de Liége que lui offrait le prince évêque Ferdinand de Bavière et resta chanoine grand chantre archidiacre de l'église collégiale et archidiaconale de Tongres où sa pierre tumulaire est placée depuis le 20 mai 1662. Dans les cloîtres de la même église on voit une pierre tumulaire de la famille de Kerckem portant huit quartiers parmi lesquels le quartier van den Steen.
  - Marie Claire, épousa Jean Prez de Barchon, chevalier, seigneur de Brésimaël.
  - Lambert Amand vdS († 22 septembre 1669). Chanoine de la collégiale Saint-Jean l'Évangéliste (Liège), membre du tribunal de l'officialité, comte, grand écolâtre de la métropole de Cologne sous Ferdinand de Bavière, prévôt des chapitres de l'église Saint-Gorgon de Hoegaarden et de l'église Saint-Jean de Hoksem. Ses seize quartiers sont déposés au Dôme de Cologne.
  - Lambert Amand[24] vdS (1587 - † Liège, hôtel familial, 26 octobre 1669), 1er baron de Saive. Voir ci-après.

#### Lambert Amand (1587-1669)
Tout l'héritage familial est donc reporté sur Lambert Amand vdS (1587 - Liège, hôtel familial, 26 octobre 1669).
Il fut échevin de la souveraine haute cour de justice de la Principauté le 18 octobre 1623, ministre d'État et membre du conseil privé, puis du conseil intime d'État et des conférences des princes-évêques Ernest et Ferdinand de Bavière.
Il porte les titres de 1er baron de Saive, seigneur de Sainte-Anne, Termoigne, L'Albia, Forlie, de Faimes et du ban de Celles
Il épousa Marguerite de Navéa Hosdain († 18 janvier 1669), le 14 février 1614, petite-fille de Lambert Navéa, bourgmestre de Liège en 1566 et 1570. Les époux ont rédigé un testament conjonctif le 10 avril 1665. Le couple eut six enfants.
- Lambert Amand (1587-1669) x Marguerite de Navéa Hosdain († 18 janvier 1669).
  - Amand Jean vdS († 12 février 1673). Chanoine tréfoncier au grand chapitre noble de la cathédrale Saint-Lambert en 1639 ; chanoine du chapitre d'Aix-la-Chapelle, membre de l'État primaire, conseiller intime du prince évêque de Liège, son garde des sceaux en sa cour allodiale, abbé de l'église collégiale et archidiaconale en 1647 ainsi que du chapitre de la collégiale Saint-Georges-et-Sainte-Ode d'Amay, archidiacre de Thiange, Neuville, Fize, Fontaine, Ampsin et la Sarthe. En 1651 en qualité de prélat assistant, il officia au sacre de Maximilien Henri de Bavière prince-évêque de Liège. Il testa le 24 mai 1670. En 1671 il demanda et obtint comme coadjuteur à l'abbatialité d'Amay, son cousin et ami René-François de Sluse (1622-1685). Inhumé dans le vieux chœur de la cathédrale Saint-Lambert, dans le mausolée de son oncle Rupert de Navéa Hosdain.
  - Anne Marie vdS (1617-1694) épousa le 16 février 1641 Edmond van der Heyden à Blisia, bourgmestre de Liège de 1658 à 1663 et en 1668.
  - Hubert vdS, chanoine gradué du Capitole à Cologne, chanoine comte et grand prévôt de la métropole de Cologne.
  - Giles Albert Servais vdS († 27 juillet 1700). Chanoine de la collégiale Saint-Martin de Liège, chevalier de métropole de Saint-Martin de Tours.
  - Charles Amand vdS de Saive fut seigneur de Gié, Ponten, Marais, Goteilles, et, par son mariage le 28 octobre 1651 avec Anne Marie Catherine de Minckwitz et du Saint Empire Romain, de Thiange[27]. Le couple eut trois enfants.
    - Anne Marguerite vdS († 1698), dame de Thiange de Ponton de Goteilles, morte sans enfant. Elle avait d'abord épousé le 19 décembre 1676 don Juan Guynaldo, marquis de Nuvolara y Aigremonte ; puis Robert Philippe baron puis comte d'Arschot Schoonhoven.
    - Lambert François vdS de Saive. Il épousa Marie Anne de Hodeige, morte sans enfant le 20 novembre 1690.
    - Ferdinand Lambert vdS de Saive. Il épousa Louise Marie Catherine de Lanne de Fischermont, baronne. Leurs quatre enfants n'eurent pas de descendance : Jean Baptiste Guynalde Bartholde épousa Catherine Pétronille de Surlet de Chockier ; Lambert Amand François, souverain grand mayeur de Huy épousa Catherine Wilhelmine Sophie de Swicker Grindenfingen von Hufingen, baronne ;  Marie Hubertine Lambertine, religieuse bénédictine au Val Saint Victor ; Lambertine Louise Caroline, chanoinesse à Lens.

  - François vdS (Liège, 1624 - 11 mars 1698). Voir ci-après.

#### François (1624-1698)
François van den Steen (Liège, 1624 - 11 mars 1698 ; inhumé à Saint Remacle Au-Mont) épouse le 2 mai 1663 Anne Catherine de Soumagne Senzeilles (1630 - 16 juillet 1708 ; inhumée à Saint-Remacle Au-Mont) - sa cousine, avec dispenses du pape Alexandre VII.
Le 8 janvier 1669, il est nommé à la place laissée vacante par son père, démissionnaire, d'échevin de la souveraine haute cour de justice de Liège. Il sera conseiller puis grand mayeur souverain officier de la cour allodiale, conseiller privé sous Ferdinand de Bavière et Maximilien-Henri de Bavière, ministre d'État et des Conférences sous Jean-Louis d'Elderen.
Il est nommé bourgmestre de Liège par élection populaire en 1689 et contribua à la défense de la ville assiégée par les armées de Louis XIV. En reconnaissance, les Liégeois avaient fait sculpter ses armes sur les remparts et les courtines de la ville.
En 1691, il composa un recueil d'observations sur les usages et les coutumes de la principauté de Liège.
Il trouve finalement transmetteur de tout le patrimoine familial, après l'extinction en 1698 de la descendance de son frère Charles Amand.
Il eut trois enfants.
- Isabelle vdS († 3 octobre 1749), abbesse de l'abbaye de Vivegnis, le 14 septembre 1738. Inhumée au pied du grand autel de l'abbaye.
- Anne Marie Marguerite vdS (19 janvier 1671 - 6 février 1698 (à 27 ans) ; inhumée au chœur de l'église de Celles), chanoinesse au chapitre de Sainte Marguerite à Aesbeeck en Westphalie.
- Lambert Amand vdS (1664-1757), à nouveau unique transmetteur de la lignée. Voir ci-après.

#### Majorat de 1743
Lambert Amand vdS (29 novembre 1664 - 13 juillet 1757 ), page puis chambellan de Maximilien Ier de Bavière par suite de la résiliation de son père nommé en survivance par le prince-évêque Jean-Louis d'Elderen, échevin de la Souveraine Justice des Échevins de Liège le 17 août 1690, grand bailli d'Amercœur en 1699, conseiller intime de Joseph-Clément de Bavière, membre des états du pays de Liège, haut justicier de la justice féodale de la baronnie de Jehay, haut avoué de l'abbaye de Flône et de l'abbaye de la Paix-Dieu, etc.
Il épousa le 3 octobre 1699 Marie Joséphine de la Vaux († 3 novembre 1756), dernière titulaire des nom et armes de sa maison. Le couple est inhumé dans le caveau familial à l'église Saint-Remacle-au-Mont.
Voulant disposer pleinement de plusieurs fiefs nobles qu'ils détenaient mais restaient mouvants du prince-évêque de Liège et de la cathédrale, le couple obtint le 4 juin 1729 des lettres patentes d'octroi, assurant la propriété et jouissance des domaines concernés à leur descendance, à perpétuité. Ces lettres furent octroyées par faveur spéciale et dérogation aux us et coutumes, à titre de reconnaissance des services rendus par la famille aux princes-évêques depuis le XVIe siècle. Par cet acte, Lambert Amand fait transformer des titres liés à la volonté des princes-évêques suzerains, en pleines propriétés personnelles et transmissibles.
Lambert Amand van den Steen (1664-1757) concentre de nombreux titres et propriétés : baron van den Steen de Jehay et de Saive, vicomte d'Harduemont, seigneur de Saive, Sainte-Anne, Termoigne, l'Albia, la Forlie, de Faime et du Ban de Celles, de Jehay, de Hacquenière, de Rogerée, de Dieu-le-Garde et d'Engis.
Il eut de son mariage onze enfants.
- Lambert Amand vdS (29 novembre 1664 - 13 juillet 1757 (à 92 ans)) x Marie Joséphine de la Vaux († 3 novembre 1756)
  - Anne Catherine (7 août 1700 - 31 octobre 1703 (à 3 ans)).
  - Lambert Walthère vdS de Jehay (3 août 1702 - 14 mars 1778 (à 75 ans)), baron de Jehay, vicomte d'Harduemont. Inhumé dans le caveau de la famille au chœur de la cathédrale Saint-Lambert. Il entra dans les ordres et céda à son frère Pierre Lambert François Amand le majorat de la baronnie et des seigneuries de Jehay. Chanoine de la collégiale de Saint-Martin, chanoine et chevalier de Saint-Martin de Tours, chanoine tréfoncier de la cathédrale de Liège, grand official du chapitre, abbé de l'église et du chapitre et de Collégiale Saint-Georges-et-Sainte-Ode d'Amay, archidiacre d'Ampsin, Thiange, la Neufville, Fize, Fontaine, Ombret et de la Sarthe, conseiller privé et intime du prince-évêque Jean-Théodore de Bavière, député de l'état primaire, membre des états du pays de Liège, président de la rénovation magistrale de l'an 1757 au nom de Georges-Louis de Berghes, curateur et mambour héréditaire des hôpitaux et monts de piété de Liège, etc.[29] Héritier en sa qualité d'aîné de la majeure partie de l'argenterie de la famille qui dès l'an 1716 dépassait déjà en valeur le plafond de 25 000 francs alors autorisé à la noblesse liégeoise ; il augmenta pourtant cette richesse d'une vaisselle plate et d'une vaisselle montée d'une valeur de 100 000 francs ce qui était condamnable ; le prince-évêque ferma les yeux et érigea l'argenterie en fidéicommis, à condition que le propriétaire et ses successeurs missent cette vaisselle à la disposition des princes-évêques lors des visites d'état[30].
  - Pierre Lambert François Amand vds (1705-1761). Voir ci-après.
  - Ambroise Henri baron van den Steen de Jehay (26 novembre 1707 - mort subitement au château de Jehay le 11 mai 1751 (à 43 ans) , chanoine de la collégiale de Saint-Martin à Liège, chanoine et chevalier de Saint-Martin de Tours. Inhumé définitivement au cloître de la collégiale de Saint-Martin après un dépôt provisoire de six semaines au caveau de la famille à Jehay.
  - Edmond Albert vdS de Jehay (6 août 1709 - 18 juillet 1785 (à 75 ans)), baron, inhumé sous le dôme de la collégiale de Saint-Jean, chanoine et doyen de la collégiale Saint-Jean l'Évangéliste à Liège. Député au congrès institué en 1746 à Aix-la-Chapelle pour sauvegarder les intérêts du Saint-Siège et de la principauté de Liège, député du pays de Liège, membre du conseil ecclésiastique, etc.
  - Isabelle Joséphine (29 août 1711 - 1er mars 1763), religieuse ursuline de l'ordre de Saint-Augustin à Huy, inhumée près de sa sœur au pied de l'autel de la Vierge sous une pierre taillée en losange avec épitaphe.
  - Charlotte Marie Louise (23 août 1713 - 13 juillet 1781 (à 67 ans)) inhumée près de sa sœur religieuse ursuline de l'ordre de Saint Augustin à Huy sous le nom claustral de mère Justine prieure et célérière du couvent dont elle embellit la chapelle de la Vierge ainsi que le prouve sa pierre tumulaire en marbre blanc placée au pied de cet autel et ornée de ses armes et d'une épitaphe.
  - Marie Lambertine Isabelle (13 août 1713[réf. nécessaire] - 23 novembre 1790 (à 77 ans)), abbesse du couvent des pauvres Clarisses à Liège pendant dix neuf ans morte en odeur de sainteté le 23 novembre 1790 et inhumée sous une simple pierre de grès portant son nom dans les cloîtres du couvent dont elle embellit et réédifia en grande partie l'église, les cloîtres et la maison abbatiale.
  - Charles Walthère Amand vdS de Jehay (24 octobre 1716 - 31 décembre 1784 (à 68 ans)), baron de Saive seigneur de la baronnie d'Haultepenne, la Boverie, Gordinne, la Gleixhe, Oumal, les Awirs, Tourinne, la Chaussée, les Fagnes, Har dens Hessalle, Oulet, Engis, Waleffe, Saint Georges, Saive Sainte Anne, Termoigne, l'Albia, la Forlie et Faime. Inhumé près de sa femme dans le chœur de l'église de Celles, chambellan de Charles VII et de Jean-Théodore de Bavière, son conseiller en sa souveraine cour féodale, son lieutenant des fiefs nobles de la principauté de Liège, premier candidat pour la rénovation magistrale en 1763 et 1764. Bourgmestre de Liège en 1766, il contribua à l'embellissement de la ville, à l'augmentation de sa bibliothèque et vint généreusement par des prêts sans intérêt au secours de la ville, notamment lors des inondations de 1741, de l'épidémie de 1744 et du tremblement de terre de 1755. Envoyé et ministre plénipotentiaire à plusieurs reprises du prince-évêque à la Diète de Wetzlaer, lieutenant général haut drossard de Montenaken, grand bailli souverain officier du bailliage d'Amercœur. Il épousa le 27 avril 1737 Anne Marie, libre baronne van der Heyden a Blisia et du Saint-Empire romain (24 octobre 1716 - 13 février 1750 (à 33 ans)). Dont trois enfants.
    - Marie Lambertine Emmanuelle († Liège, 5 février 1823), chanoinesse de l'ordre du Saint-Sépulcre à Windersheim.
    - Marie Joséphine († 29 juillet 1800, inhumée à Vieux-Waleffe) épousa Léonard Nicolas Lambert, baron de Stockhem et du Saint-Empire romain.
    - Lambert Edmond Édouard vdS de Jehay (25 février 1740 - 19 mars 1777 (à 37 ans)), baron. Décédé sans alliance ; en vertu des clauses du majorat de 1743, la terre seigneurie et baronnie de Saive le Ban de Celles et les seigneuries annexées passèrent à la branche ainée représentée alors par Lambert Amand Joseph vdS, vicomte d'Harduemont.

  - Henri Jacques baron vdS de Jehay (17 mars 1719 - 31 juillet 1777 (à 58 ans)), inhumé au vieux chœur de la cathédrale de Liège dans la même sépulture que ses oncles et arrière-grands-oncles. Chanoine tréfoncier de la cathédrale de Liège, chanoine doyen prévôt de l'église de Saint Paul à Liège dont il fit réédifier les cloîtres, conseiller trésorier général, président de la chambre des finances et ministre de Jean-Théodore de Bavière, etc.
  - Marie Barbe Hurbertine (3 novembre 1720 - 1782) épousa Renier Charles de Looz, dit de Loëts de Trixhe, bourgmestre de Liège en 1745. Dont descendance[31][source insuffisante].

En 1720, il a 10 héritiers en vie et s'interroge vraisemblablement sur sa succession. C'est sans doute dans cet esprit qu'il constitua le 19 janvier 1743 un majorat déclaré masculin, réel, graduel et perpétuel, incluant le fief ample de la baronnie de Jehay, avec ses dépendances et ses droits seigneuriaux. Les entrées en religion vont également simplifier la question : Lambert W. entre dans les ordres et cède ses droits à son frère Pierre ; Lambert, Ambroise, Edmond, Henri entrent également en religion et n'auront aucune descendance.
Ainsi ne restent pour succéder aux titres que Charles et Pierre. Charles eut deux filles et un fils, qui mourut sans descendance. Ainsi, dès 1777, le patrimoine et les titres partagés sont réunis sur Pierre, en vertu des clauses du majorat de 1743. Celui-ci étant décédé en 1761, c'est son fils unique, Lambert Amand Joseph (voir ci-après) qui recueille cette succession.

#### Pierre Lambert François Amand (1705-1761)
Pierre Lambert François Amand baron van den Steen de Jehay (27 décembre 1705 - 30 octobre 1761 , vicomte d'Harduemont, baron de Jehay, haut voué des abbayes de Flône et de la Paix-Dieu, seigneur de Jehay, Haquenière, Rogerée, Dieu le Garde, Engis, les Hautes et Basses, Awirs, haut et souverain justicier de la justice féodale de ces seigneuries, succéda en 1743 à son père pourvu et en survivance par le prince-évêque de Liège à la dignité d'échevin de la souveraine haute justice de la ville et de la principauté de Liège, ministre plénipotentiaire du prince-évêque de Liège à la cour de Louis XV roi de France.
Il épousa le 17 octobre 1743 Marie Gertrude de Thier (morte le 20 février 1770). Le couple est inhumé dans le caveau de famille à Saint-Remacle au Mont. Il eut un fils unique, Lambert Amand Joseph (1747-1824).

#### Lambert Armand Joseph (1747-1824)
Baron de Jehay (Liège, 29 janvier 1747 - Jehay, 26 juin 1824 , inhumé à Jehay. Le 22 mai 1777, il épouse Marie Hermanne Charlotte de Trappé (1758-1808). Le couple eu quatre enfants, dont Amand Charles Herman Joseph (1781-1846), ci-après.

#### Amand Charles Herman Joseph (1781-1846)
Amand-Charles-Herman-Joseph van den Steen de Jehay, né à Liège le 29 mars 1781 et mort à Rome le 13 mai 1846 , est une personnalité politique, successivement liégeoise, française, hollandaise et belge, au gré des aléas de l'histoire.
Il épousa au château de Bassines, le 25 février 1811, Marie-Pétronille-Charlotte-Éléonore de Grumsel d'Emale (° 21 juin 1788), dernière de son nom et armes, fille unique de Fernand-Hubert-Ernest-Joseph de Grumsel d'Emale Liers. De ce mariage naquirent 8 enfants.
Le 11 décembre 1839 le Roi lui fit délivrer des lettres patentes de reconnaissance du titre de baron transmissible de temps immémorial à tous les membres de sa famille sans distinction de sexe ni de primogéniture. Autrement dit, il transmettra ses titres à tous ses descendants.
En reconnaissance des services rendus, le pape Grégoire XVI conféra le 24 mai 1846 à sa veuve et à tous ses descendants, masculins et féminins, le titre de comte romain, avec l'autorisation de joindre aux armoiries familiales les éléments correspondants.
Avec la fin de la disparition de la Principauté et la fin de l'Ancien régime, les lignées de la famille s'éloignent de Liège pour s'installer à Gand, à Bruxelles ou dans les Ardennes. Quelques membres s'illustrèrent néanmoins encore en politique, belge, désormais.
Parmi les huit enfants d'Amand, se trouve par exemple Victor van den Steen de Jehay (Liège, 25 mars 1822 - Gand, 16 février 1912) qui épousa Victorine Marie Ghislaine comtesse de Lichtervelde (Gand, 16 septembre 1825 - Id., 1871) et s'installa à Gand. Il fut bourgmestre d'Uitbergen ((nl) Uitbergen). Une épidémie de peste cause la mort d'une trentaine de personnes en 1870-1871. Comme il en avait fait le vœu, il fit bâtir une chapelle quand la maladie eut quitté la ville : c'est la chapelle Saint-Roch (Moleneindestraat), restaurée en 1991.

#### La Première Guerre mondiale
La Première Guerre mondiale (1914-1918) donnera l'occasion à deux membres de la famille van den Steen de s'illustrer.
- Frédéric van den Steen de Jehay (1858-1918), auteur de la branche gantoise, fut chef de cabinet ad interim d'Albert Ier, en pleine guerre, de 1916-1918.
- Maria de Villegas de Saint-Pierre (1871-1941), épouse de Léopold van den Steen (1860-1919 ; bourgmestre de Chevetogne[32]), infirmière durant la Première Guerre mondiale et auteur.

#### La fin de l'ancrage à Jehay
Guy van den Steen de Jehay (1906-1999) est dernier propriétaire privé du château de Jehay, qu'il vendit en viager à la Région wallonne en 1978.

## Titres
- Comte de Jehay
- Vicomte d'Harduémont
- Baron de Saive
- Seigneur de Liedekerke, Celles, Hautepenne, Gleixhe, Sainte-Anne, Termogne, Labia, Faimes, Waleffe, Oumale et Tourinne.
- comte romain

## Propriétés
- Château de Jehay

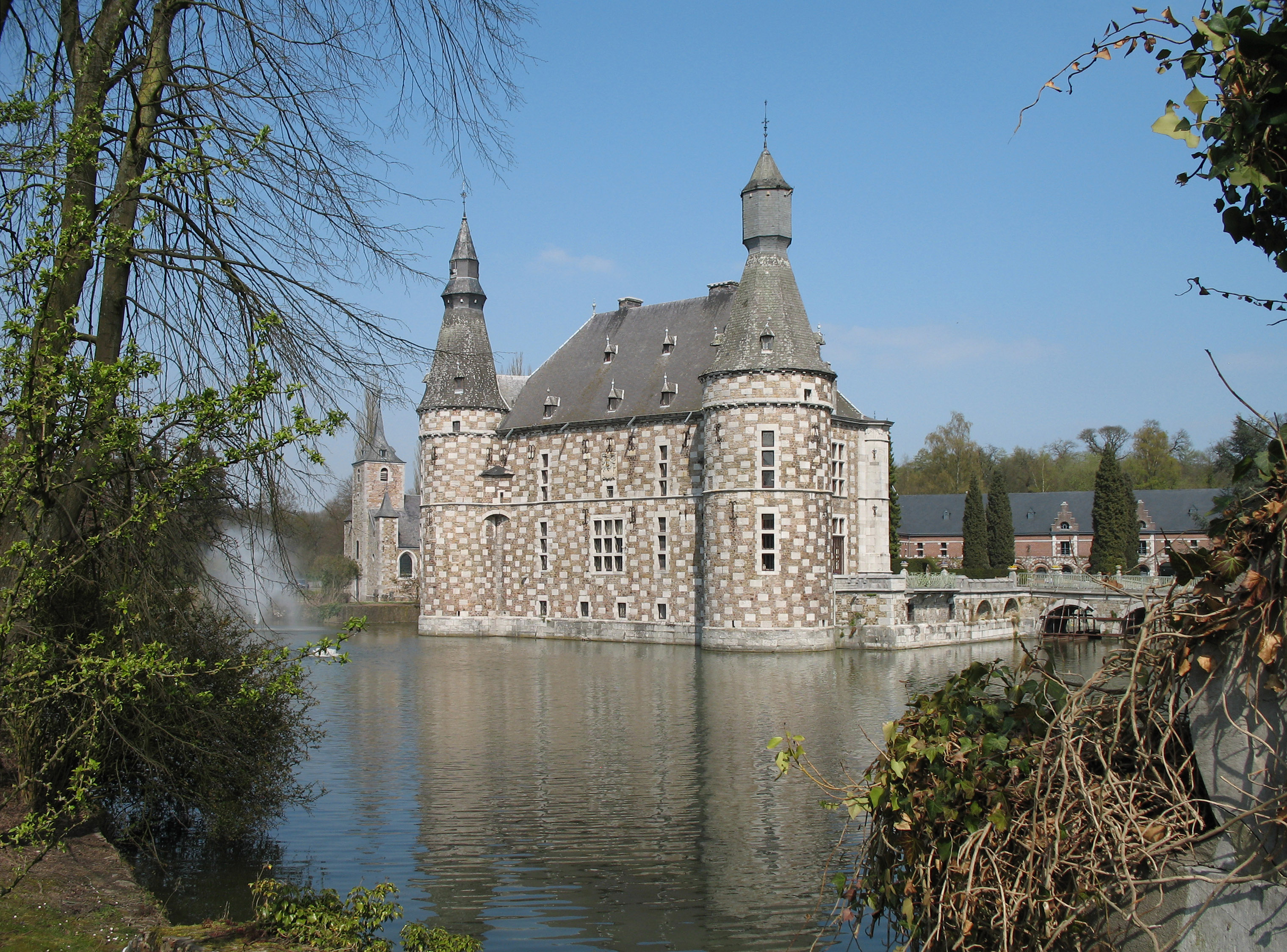
Château de Jehay.

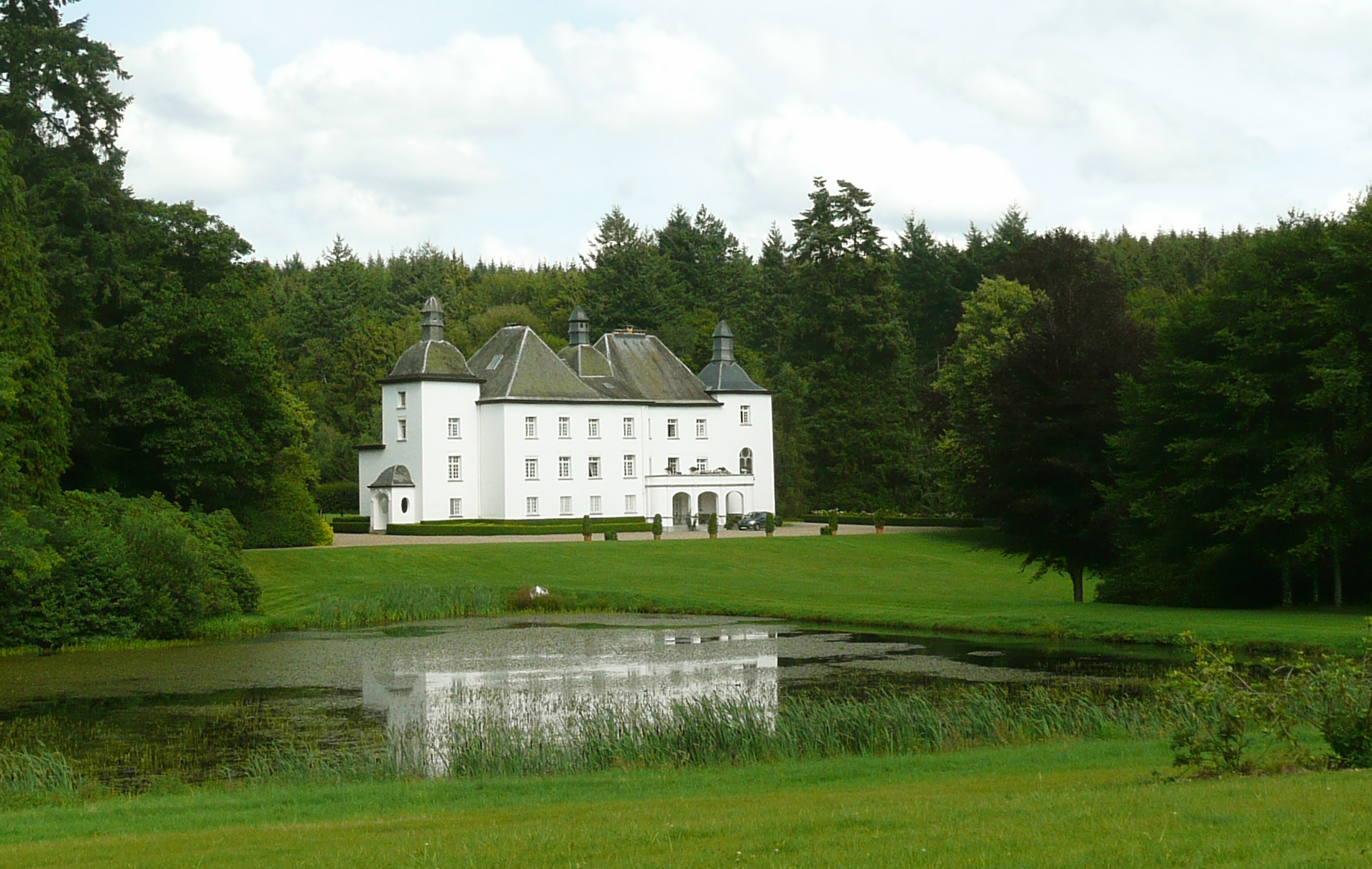
Château de Losange.

- Hôtel van den Steen, Mont Saint-Martin, no 37-39 à Liège. Propriété de la famille van den Steen de 1641 à 1866, à proximité du Palais des princes-évêques où plusieurs membres de la famille furent en service. Construit au début du XVIe siècle par Gérard Chevalier et terminé dans la seconde moitié siècle par son neveu. Remanié dans la seconde moitié du XVIIIe siècle par l'architecte Jacques-Barthélemy Renoz. Vendu en 4 parcelles en vente publique en 1872. Certains éléments sont encore visibles - dont la charpente. Classé comme monument le 30 mars 1962.
- Chapelle de Saives. La chapelle romane, flanquée d'une large tour, datée du milieu du Moyen Âge, avait été incendiée en 1672, lors de la guerre franco-hollandaise, avec les dix-sept maisons du village. Elle est reconstruite en 1754, avec les pierres de l'ancienne église en guise de soubassement. Rachetée par la commune de Faimes à Guy van den Steen de Jehay pour un franc symbolique. L'édifice a été restauré en 1987.
- Château de Bassines, acquit par le mariage du baron Amand-Charles van den Steen de Jehay qui épousa Charlotte de Grumsel. La château a été démoli en 1984.
- Château de Losange, actuelle propriété de famille de la Reine Mathilde de Belgique.
- Château de Vinalmont, acheté en 1731 par les van den Steen de Jehay à la famille Jaymaert et revendu en 1776 à Georges de Faudeur[33].

### Fonds d'archives
NB. Consultation du 18 juin 2014. Les cotes peuvent avoir été modifiées depuis cette date. La liste n'est pas nécessairement exhaustive.
- Correspondance et factures adressées au notaire Anciaux de Namur pour le compte de Ch.-A.-H.-J. van den Steen de Jehay, 1831-1836. Inventaire des archives du château de Losange, Archives de l'État de Belgique, Arlon - AEA 020/1 - 63.
- Registre de rentes sur des biens à Amay et à Jehay, appartenant à la famille van den Steen, 1750-1812. Archives de l’État à Arlon - AEA 020/1 - 437.
- Registre de rentes dues aux van den Steen sur des terres à Jehay, 1743-1755. Archives de l'État à Arlon - AEA 020/1 - 621.
- Registre de rentes dues par l'échevin van den Steen, le sieur Robert et la veuve Pierard, née Jamotte sur des terres à Jehay, 1755-1805. Archives de l'État à Arlon - AEA 020/1 - 623.
- Saisie des biens du baron de Sournagne, seigneur de Serinchamps, par Amand-Joseph van den Steen et Jean-Herman de Trappé, 1781-1788. Archives de l'État à Arlon - AEA 020/1 - 732.